# Vazerac
Vazerac település Franciaországban, Tarn-et-Garonne megyében. Lakosainak száma 767 fő (2022. január 1.). Vazerac Cazes-Mondenard, Labarthe, Lafrançaise, Puycornet, Sauveterre és Castelnau-Montratier községekkel határos.

## Népesség
A település népessége az elmúlt években az alábbi módon változott:
| Lakosok száma | 732  | 714  | 724  | 722  | 733  | 743  | 748  | 760  | 767  |
|               | 2013 | 2015 | 2016 | 2017 | 2018 | 2019 | 2020 | 2021 | 2022 |